# Apt Group
Die apt Group ist eine Unternehmensgruppe in der europäischen Aluminiumindustrie mit Sitz in Monheim am Rhein. Sie produziert, bearbeitet und vertreibt Profile und Produkte aus Aluminium für die Branchen Bau, Transport, Automotive und Industrie. Dabei ist die Gruppe mit ihren vier Produktionsstandorten in die Divisionen apt Extrusions (Strangpressen) und apt Products (Weiterbearbeitung) aufgeteilt. Mit etwa 1.000 Mitarbeitenden erwirtschaftete die apt Group im Jahr 2022 einen Umsatz von ca. 380 Millionen Euro.

## Unternehmensgeschichte
Im Jahr 1972 erwarb Werner Hiller eine Strangpresse des Herstellers Lindemann und gründete unter dem Namen Hiller + Maldaner die oHG Alu-Profil-Technik, sein erstes Strangpresswerk in Langenfeld. Der Produktionsbeginn erfolgte im März 1973 in Langenfeld mit 20 Mitarbeitenden und einer Strangpresse mit einer Leistung von 8 MN.
Werner Hiller erweiterte die Produktionskapazitäten und zog zu diesem Zweck im März 1978 mit der Produktion nach Monheim am Rhein. Aufgrund der hohen Auftragslage, die die Kapazitäten des Strangpresswerks fortlaufend überstieg, wurde dieses 1980 um eine zweite Presse mit 20 MN Presskraft erweitert.
Dem Extrusionswerk wurde 1984 eine Umschmelzanlage für das Recycling von Rücklaufschrotten angegliedert. Das verminderte den Zukauf von Primäraluminium und sparte Transportwege und -kosten. 1989 wurde eine dritte Strangpresse mit 3.150 t Presskraft und einem automatisierten Transportsystem in Betrieb genommen. Die vierte Presse (mit 12,5 MN) wurde 1990 installiert. 1995 wurde das Unternehmen um ein Eloxalwerk erweitert. 
Im Jahr 2000 zog sich der Unternehmensgründer Werner Hiller aus der Geschäftsführung zurück. Zu diesem Zeitpunkt beschäftigte das Unternehmen 230 Mitarbeitende. Apt Aluminium Produkte expandierte im Jahr 2003 durch die Übernahme des Weiterbearbeitungswerks Oehme Metallbearbeitung GmbH & Co. KG in Eckental (heute apt Products GmbH). Um zusätzlich die Strangpresskapazität auszuweiten, übernahm das Unternehmen im Jahr 2004 das 1969 gegründete Alcoa Extrusionswerk in Roermond in den Niederlanden. Zur Optimierung der Logistik erfolgten 2005 Umbauten des Versandlagers, wodurch sich durch den Einsatz von Automatikkränen  der Materialfluss automatisieren ließ. Am Standort Roermond wurde 2006 eine 27-MN-Presse in Betrieb genommen und zwei Jahre später eine weitere Presse mit 25 MN Presskraft. Im Juni 2009 wurde in Tschechien ein neuer Produktionsstandort in Betrieb genommen, die apt Products s.r.o. in Cheb ist neben dem Werk in Eckental das zweite Pendant zur Weiterbearbeitung von Aluminium. Zum 1. Juli 2017 erfolgte die Umbenennung der apt Hiller GmbH in apt Sedant Holding GmbH, die seither in einer Holdingstruktur als Muttergesellschaft aller Standorte fungiert. Das operative Strangpressgeschäft wurde in die apt Extrusions GmbH & Co. KG in Monheim ausgegliedert, und apt Kurvers B.V. in Roermond wurde zur apt Extrusions B.V.
2020 wurden 100 % der Geschäftsanteile an der apt Group von der chinesischen Inner Mongolia Mengtai Group Co., Ltd. übernommen.

## Unternehmensprofil
Die apt Group bietet europaweit Aluminiumprodukte für die Branchen Bau, Transport, Automotive und Industrie sowie Qualitätsmanagement an.